# بيل ميلر (منتج أفلام)
بيل ميلر (بالإنجليزية: Bill Miller)‏ هو منتج أفلام أسترالي، ولد في 1960 في كوينزلاند في أستراليا.

## وصلات خارجية
- بيل ميلر على موقع IMDb (الإنجليزية)
- بيل ميلر على موقع قاعدة بيانات الفيلم (الإنجليزية)